# Győri József (tanár)
Győri József (Szikszó, 1954. november 16. –) matematika-fizika szakos tanár, a Debreceni Református Kollégium Gimnáziuma és Diákotthona igazgatója.

## Élete
Lelkészi családból származik, középiskolai tanulmányait a Debreceni Református Kollégium Gimnáziuma és Diákotthonában végezte. A tanári diplomáját a Kossuth Lajos Tudományegyetemen szerezte 1979-ben, majd középiskolájának tanára lett. 1986-tól a Fiúinternátus vezetője, 1995-től a gimnázium igazgatóhelyettese, majd 1996-tól 2020-ig igazgatója. Nős, felesége Kristóf Katalin, programozó matematikus. 8 gyermek édesapja.
A Nagytemplomi Református Gyülekezetnek az 1980-as évek közepétől presbitere. Többféle megbízatást vállalt, illetve kapott, mint például egyházkerületi főjegyző, zsinati tagság, felügyelő bizottságok tagsága. Véleménynyilvánításaival, tanácsaival, kezdeményezéseivel mindig a magyar iskolaügyért dolgozik. Igazgatói munkásságát olyan eredmények fémjelzik, mint az Andaházy-Szilágyi Leányinternátus létrehozása, illetve az új épületszárny felépítése és a hat évfolyamos Dóczy Gimnázium újraindításához a feltételek megteremtése.
Tagja a Zsinatnak és a Zsinati Tanácsnak. A debreceni Erdélyi Otthon vezetője és a Kőszikla Alapítvány elnöke.

## Díjai
- 2005 - Imre Sándor-díj
- 2014 - Trefort Ágoston-díj (2016-ban vette át)